# Julien Guillemard
Julien Guillemard, né le 15 novembre 1883 au Havre et mort à Sanvic le 14 mars 1960, est un poète, journaliste et romancier français du XXe siècle. Il est le fondateur de la revue littéraire La Mouette.

## Biographie
Julien Georges Louis Guillemard, né le 15 novembre 1883 au Havre, est le fils de Paul Lucien Guillemard (1856-1903), serrurier et de Léontine Françoise Blanche Morrisse (1853-1906). Il épouse Germaine Céline Neef (née en 1885) le 26 janvier 1907 au Havre, ils divorcent le 28 novembre 1912.  
Sa fiche matricule n°88, dans la classe de 1903, indique qu'il fait son service militaire au 129e régiment d'infanterie. Il est nommé caporal en mai 1905, réformé pour tuberculose pulmonaire en 1913 et n'est pas mobilisé pendant la Première Guerre mondiale.    
Issu d'un milieu modeste, son père, forgeron et ancien marin, périt en mer en 1903. Il tombe malade en 1908 et la situation s'aggrave d'une maladie de la moelle épinière. Il reste hospitalisé pendant 5 ans et en sort infirme, la colonne vertébral soudée. Ne pouvant être marin, il travaille comme employé de commerce pour une maison d'importation de café.    
Il est avant tout renommé pour ses contributions littéraires, incluant des poèmes et des romans, ainsi que pour son rôle crucial dans la promotion des belles-lettres et des arts. Il est le fondateur de la revue littéraire La Mouette (1917-1926), décrite comme une « revue idéaliste de littérature et d'art », qui a servi de plateforme d'expression pour les jeunes auteurs et artistes. Camille Cé la décrira comme « la plus belle revue littéraire que nous ayons eue en Normandie ».    
Figure centrale de la vie littéraire et culturelle du Havre pendant la première moitié du XXe siècle, il a réuni écrivains, poètes, illustrateurs et jeunes talents. Entre 1922 et 1926, avec Henry Woollett, il a animé le Salon des poètes normands, visant à faire connaître les auteurs normands, poètes et musiciens. En 1923, il a fondé la Société des poètes et conteurs de Normandie, qui préfigurait la Société des écrivains normands.    
Lucie Delarue-Mardus, qui préface Le yacht sans nom, dit sur ses premiers romans : « Mais voici la mer ! Un Havre qui nous échappe va surgir de la plume de Guillemard, un Havre qu'il est allé découvrir sur ses jambes catastrophées [...] Et puis des rafales de poésie, des chansons de matelots qu'il a fabriquées avec ses atavismes, avec des horizons, des géographies, des coups de mer, des escales [...] Cet homme emprisonné dans la paralysie prend sa revanche [...] Quelle belle réponse à la destinée ! ».    
Edmond Spalokowski dit que « c’est un persévérant. La nature en avait fait un martyre, la volonté l’a transformé en animateur », Charles-Théophile Féret qu'il est « toujours droit jamais fatigué » et à propos de son livre sur La Vie prodigieuse de Guillaume le Conquérant, Gabriel-Ursin Langé écrit que Julien Guillemard « se révèle un maître du récit historique ». Son ami Gaston Demongé voit en lui « un brasseur d’idées (les affaires ne sont plus lucratives) qui aime voir sa table de travail envahie par des feuillets sur lesquels, sans répit, fiévreusement, il transcrit ses rêves, ses ambitions, ses désespoirs, en un mot tout ce qui fait sa raison de vivre. Il ne cisèle pas, il ébauche ».    
Ses manuscrits, et notamment ses carnets de notes, rédigés quotidiennement pendant les deux guerres mondiales, constituent un témoignage précieux sur la ville du Havre à l'époque contemporaine. L'Enfer du Havre, son ouvrage le plus célèbre, primé par l'Académie française, retrace l'Occupation et les bombardements de la ville.    
Julien Guillemard meurt à Sanvic, un quartier du Havre, le 14 mars 1960.

## Œuvres
- Vers pour mon frère, soldat de la Grande Guerre, mort pour la France, 1919[12],[13]
- Les réflexions de maître Aliboron, 1919[14]
- La Vie prodigieuse de Guillaume le Conquérant, 1931[15]
- L'enfer du Havre, 1948[16]

## Distinctions
- Chevalier de la Légion d'honneur en 1952[9]
- 1925 : Prix Balzac de la Société des gens de lettre pour Le yacht sans nom[17]
- 1926 : Prix Balzac de la Société des gens de lettre pour L'homme au cou tors[18]
- 1928 : Prix de la Revue maritime pour L'oiseau noir[19]
- 1935 : Académie française, Prix Caroline Jouffroy-Renault pour Les sirènes de l’estuaire
- 1935 : Maison de Poésie, Prix Emile Blémont pour Les sirènes de l’estuaire[20]
- 1941 : Académie française, Prix Sobrier-Arnould pour La Vie prodigieuse de Guillaume le Conquérant[21]
- 1952 : Académie française, Prix Montyon pour Esprit du Havre
- 1955 : Académie française, Prix Louis-Paul Miller pour L’Enfer du Havre[22]